# Ігнатій Віняж
Ігнатій Ві́няж (пол. Ignacy Winiarz; 1850 — 11 травня 1914, Брюховичі) — архітектор, будівничий. Працював у Львові протягом 1875—1914 років (концесію отримав у лютому 1875 року). Використовував стильові прийоми історизму, від початку XX століття — форми сецесії. Мав власні архітектурні бюро: у 1883—1885 роках — на вулиці Дорошенка, 31; у 1897—1914 роках — на вулиці Коперника, 29. Мешкав спочатку на вулиці Ягеллонській, 13 (теперішня вулиця Гнатюка), у 1900—1914 роках — у власній віллі у Брюховичах, де й помер 11 травня 1914 року.

## Роботи у Львові
- Ґрунтовна реставрація костелу святого Казимира на вулиці Кривоноса, 1, спорудження хорів (1870-ті)[4].
- Спорудження нових хорів зі спіральними сходами, а також головний вівтар костелу святої Софії (1876—1878). Вівтар втрачено[1].
- Житловий будинок на вулиці Бандери, 8 у стилі неоренесансу з використанням дерев'яних елементів (1877, не зберігся)[5].
- Спорудження житлових будинків на вулиці Франка, 2 і 4 за проєктом Вінцента Равського-молодшого (1883)[5]. Неоренесансне скульптурне оздоблення будинку № 2 виконане Леонардом Марконі[6].
- Реконструкція житлового будинку на вулиці Дорошенка, 13 з надбудовою третього поверху (1886)[5].
- Ґрунтовна реконструкція кам'яниці на площі Ринок, 35 (1885-1887)[7][8].
- Перебудова житлового будинку на вулиці Шевській, 12 у стилі неоренесанс (1887, співавтор Саломон Рімер)[9].
- Реконструкція житлового будинку на вулиці Шевській, 10 з надбудовою мансардного поверху (1888-1890, співавтор Саломон Рімер)[10].
- Три вілли у Брюховичах (1891)[3].
- Надбудова східної та зведення південної офіцини будинку на вулиці Руській, 8 (1897). Також тоді відгородили на 1,6 метри частину широкої входової брами-сіней для влаштування крамниці, у тильній світлиці влаштували сторожку[11].
- Житловий будинок Абрагама-Юзефа Шварцвальда на вулиці Нечуя-Левицького, 3 (1898)[12].
- Вілла на вулиці Лісній, 17 (1900)[5][13].
- Будинки на вулиці Антоновича, 14 (1892) і 34 (1902)[3].
- Власна вілла в селищі Брюховичі (бл. 1905)[3].
- Власні прибуткові будинки скульптора і архітектора Каспара Юліана Драневича на вулиці Бандери, 59, 61 (співавтор Каспер Драневич; (1906)[3][14].
- Житловий будинок та синагога Йонаша Шпрехера на вулиці Городоцькій, 45-47 (1907)[15].
- Прибутковий будинок Юзефа Сассовера на вулиці Глибокій, 16 (співавтор Генрик Сальвер; 1909-1910)[16].
- Три прибуткових будинки Юзефа, Адольфа та Естери Сассоверів на розі вулиць Городоцької, 78 та Сембратовичів, 4, 6 (співавтор Генрик Сальвер; 1910—1911)[17].
- Кам'яниці Йонаша Тартика на вулиці Замарстинівській, 11 та купця Самуеля Райснера на вулиці Замарстинівській, 11а (1911)[18].
- Вілла М. Лапуча на вулиці Гіпсовій, 13[3].
- Житловий будинок Дебори Корнер у модернізованих формах неокласицизму на розі площі святого Теодора та вулиці Медовій, 6, 8 (1911-1912)[19][20].
- Житлові будинки Озіаша Ґольдаппера на вулиці Грицька Чубая, 5 та Вольфа Зандауера на вулиці Грицька Чубая, 7 (1911-1912)[21].

Галерея робіт Ігнатія Віняжа
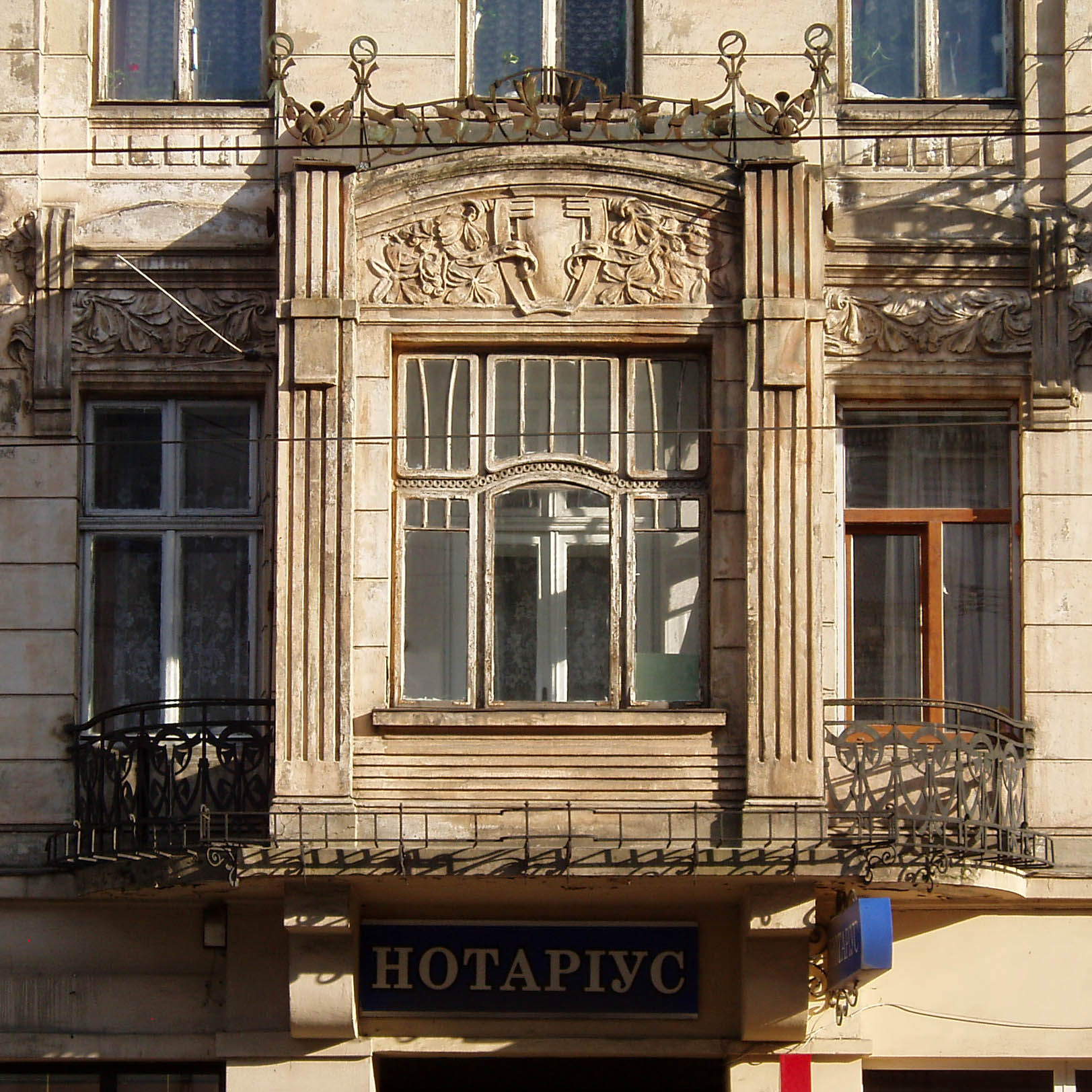
Будинок Шпрехера (фрагмент фасаду, вул. Городоцька, 45-47)
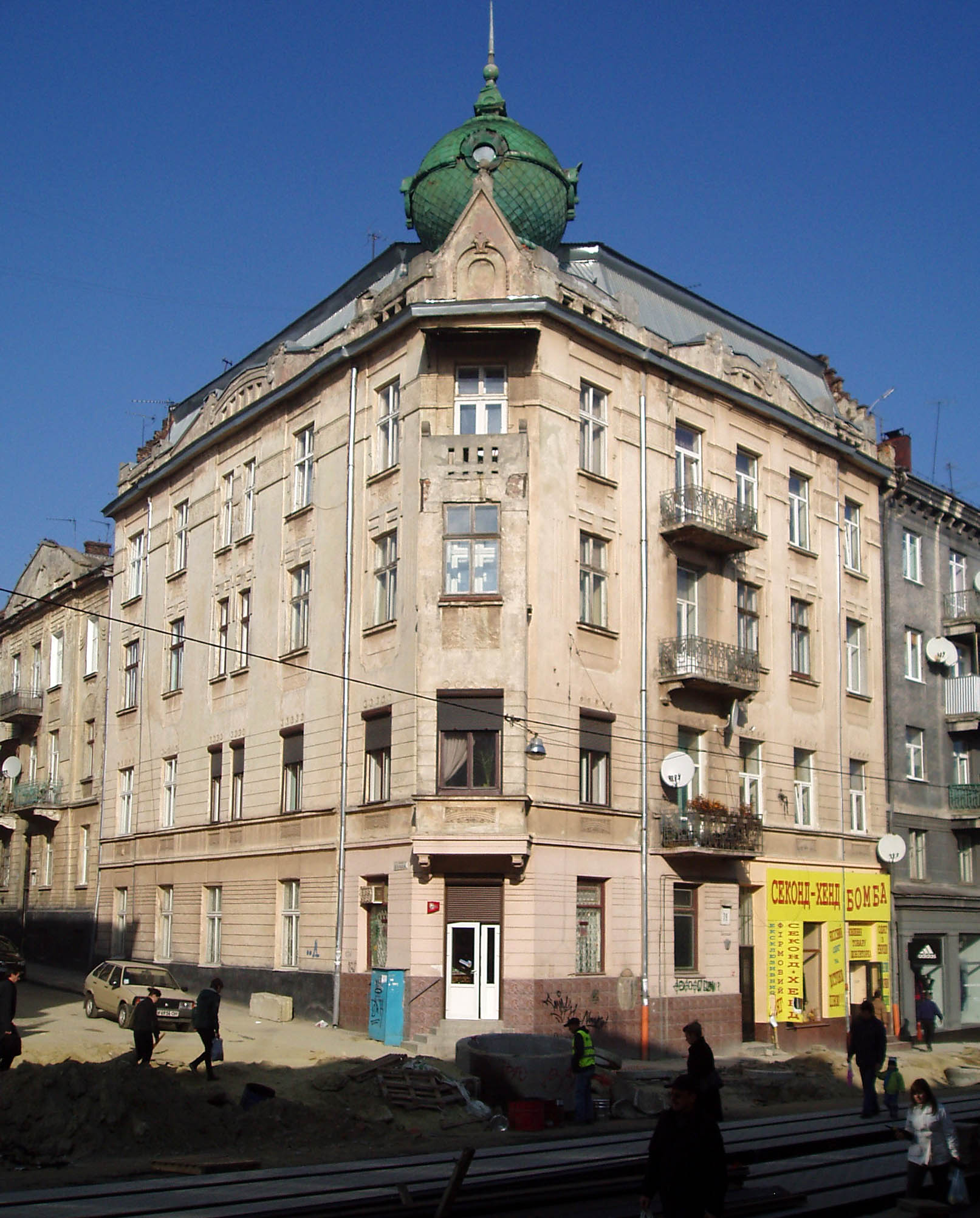
Прибутковий будинок Сассоверів (вул. Городоцька, 78)
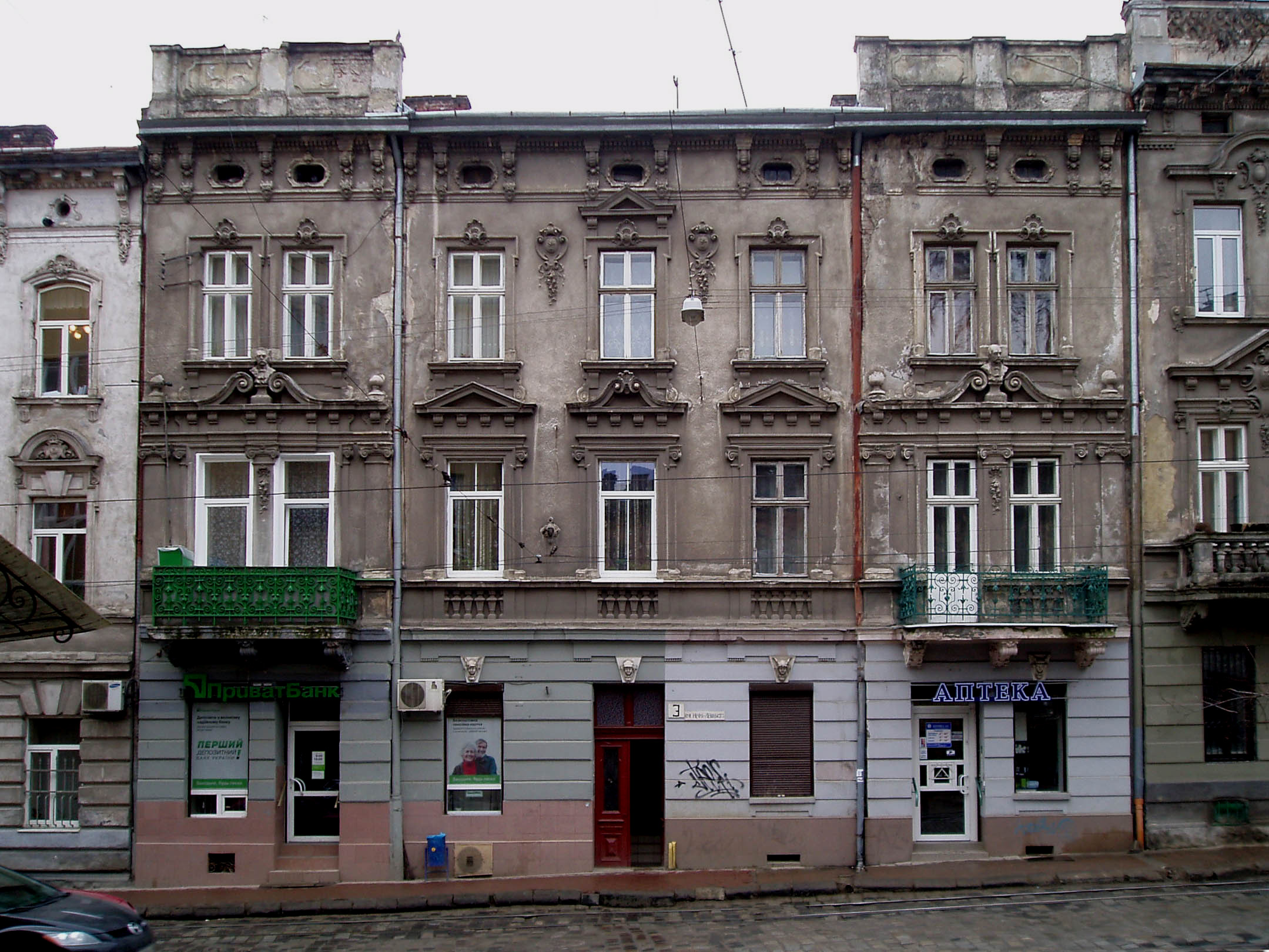
Прибутковий будинок Абрагама-Юзефа Шварцвальда (вул. Нечуя-Левицького, 3)
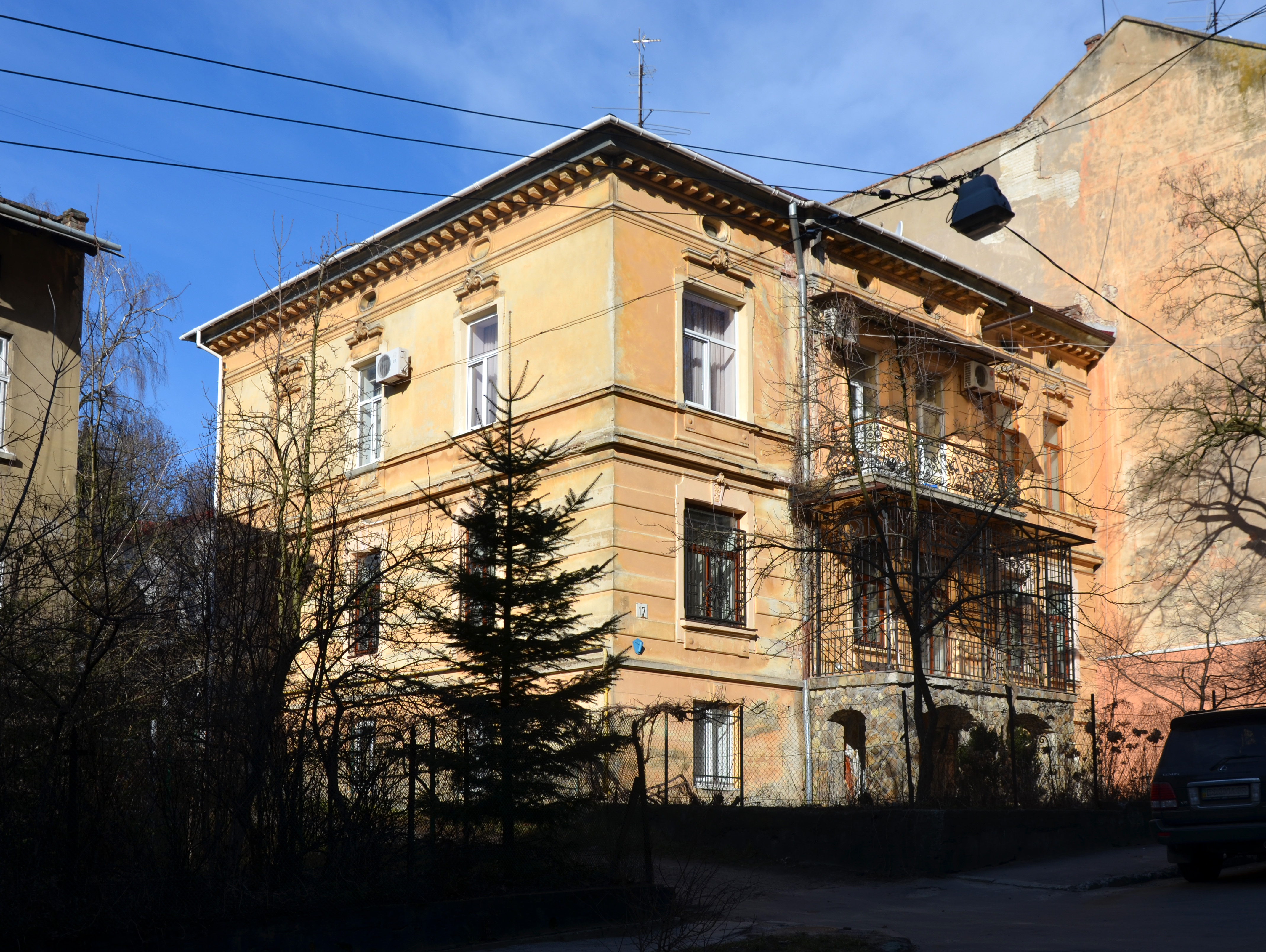
Вілла (вул. Лісна, 17)
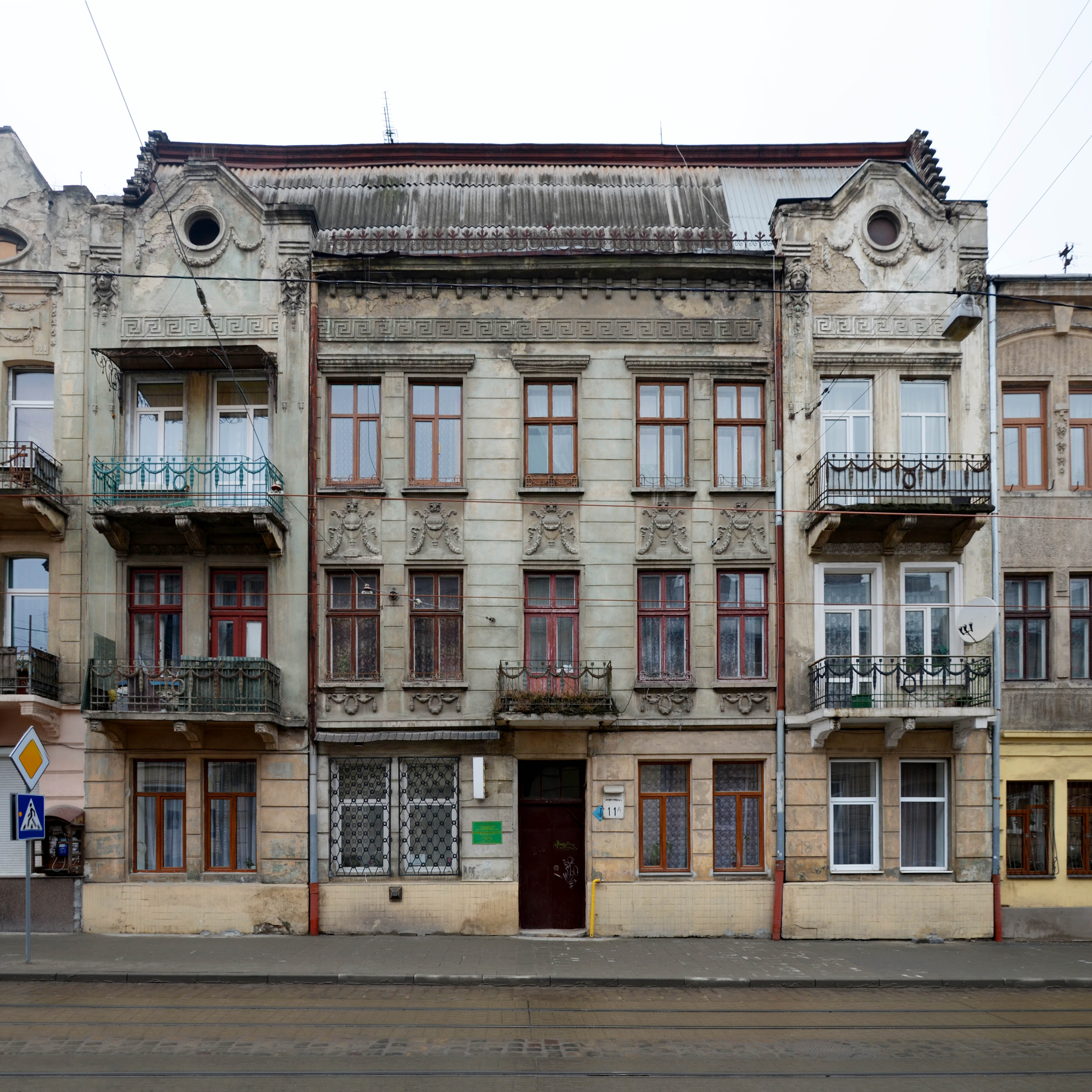
Кам'яниця Самуеля Райснера (вул. Замарстинівська, 11а)
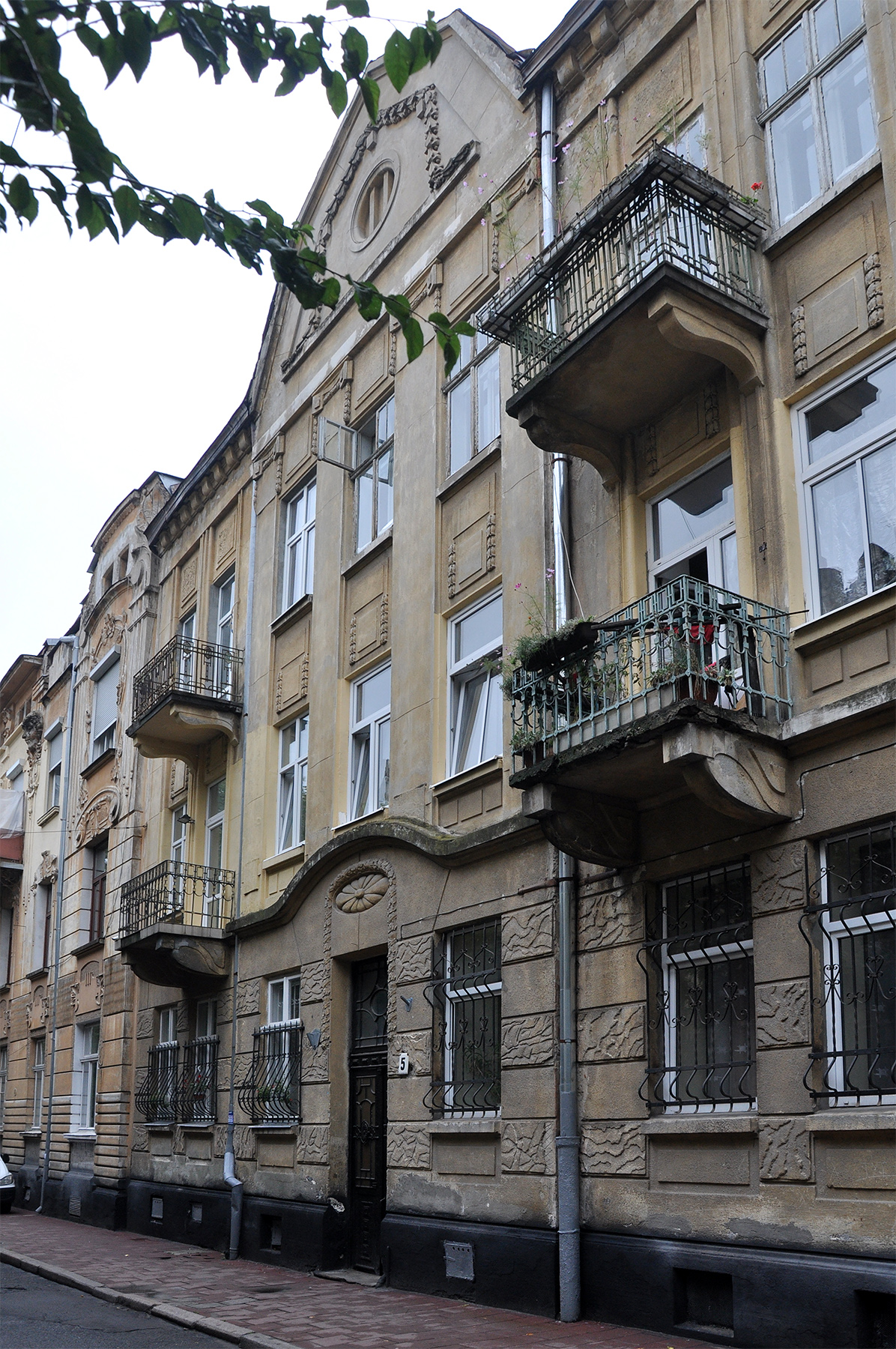
Житловий будинок Озіаша Ґольдаппера (вул. Грицька Чубая, 5)
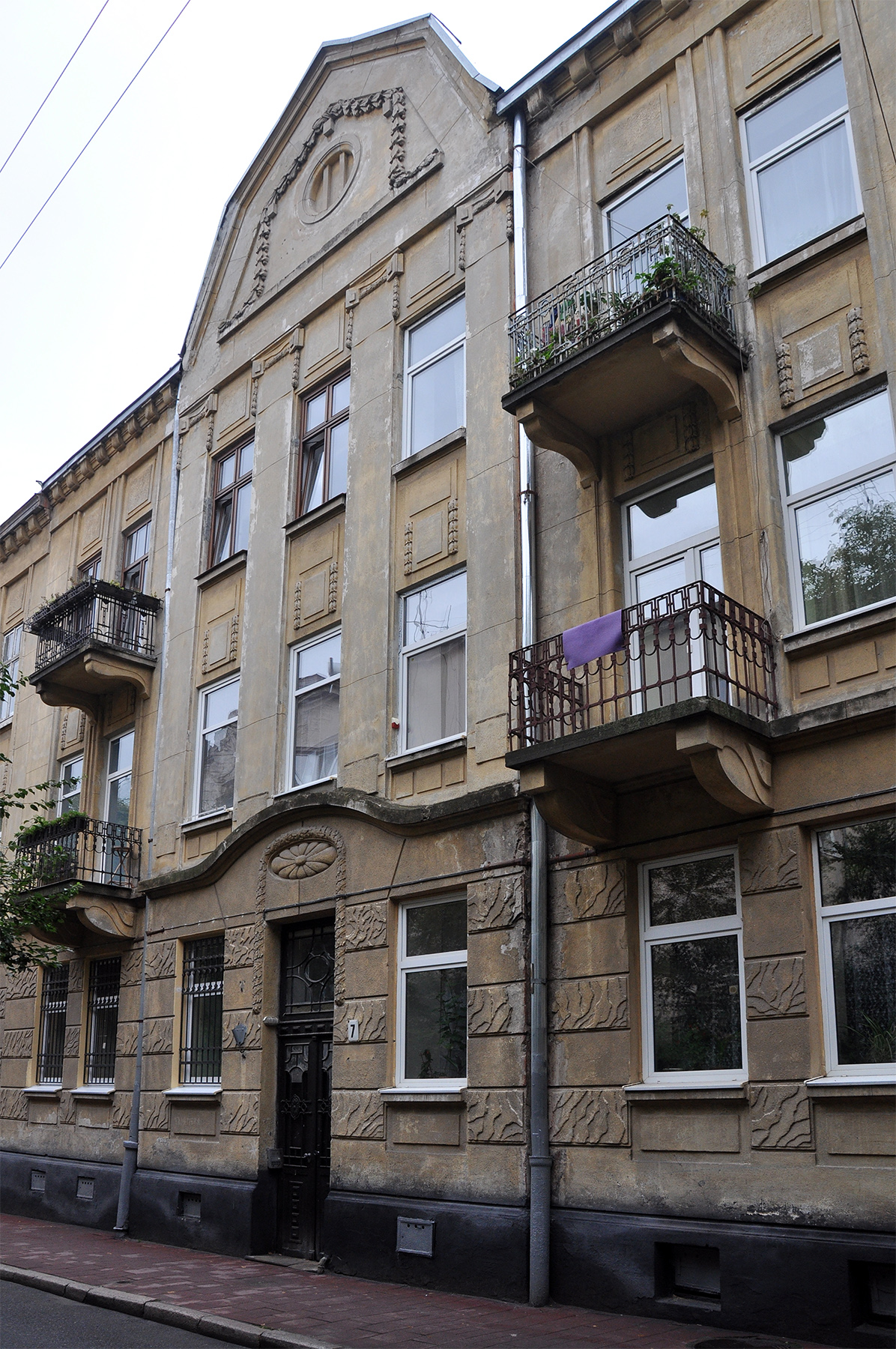
Житловий будинок Вольфа Зандауера (вул. Грицька Чубая, 7)
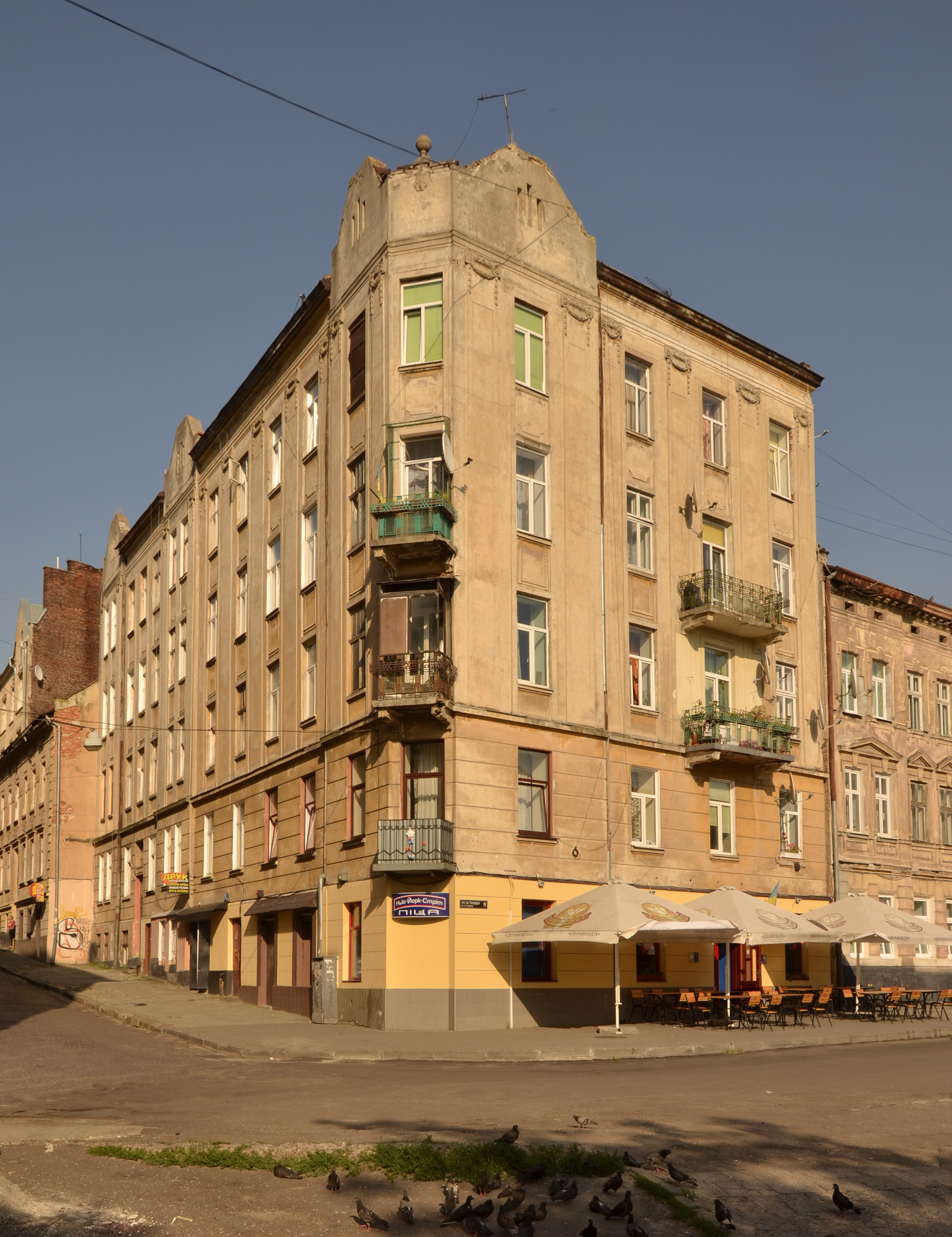
Житловий будинок (вул. Медова, 6, 8)
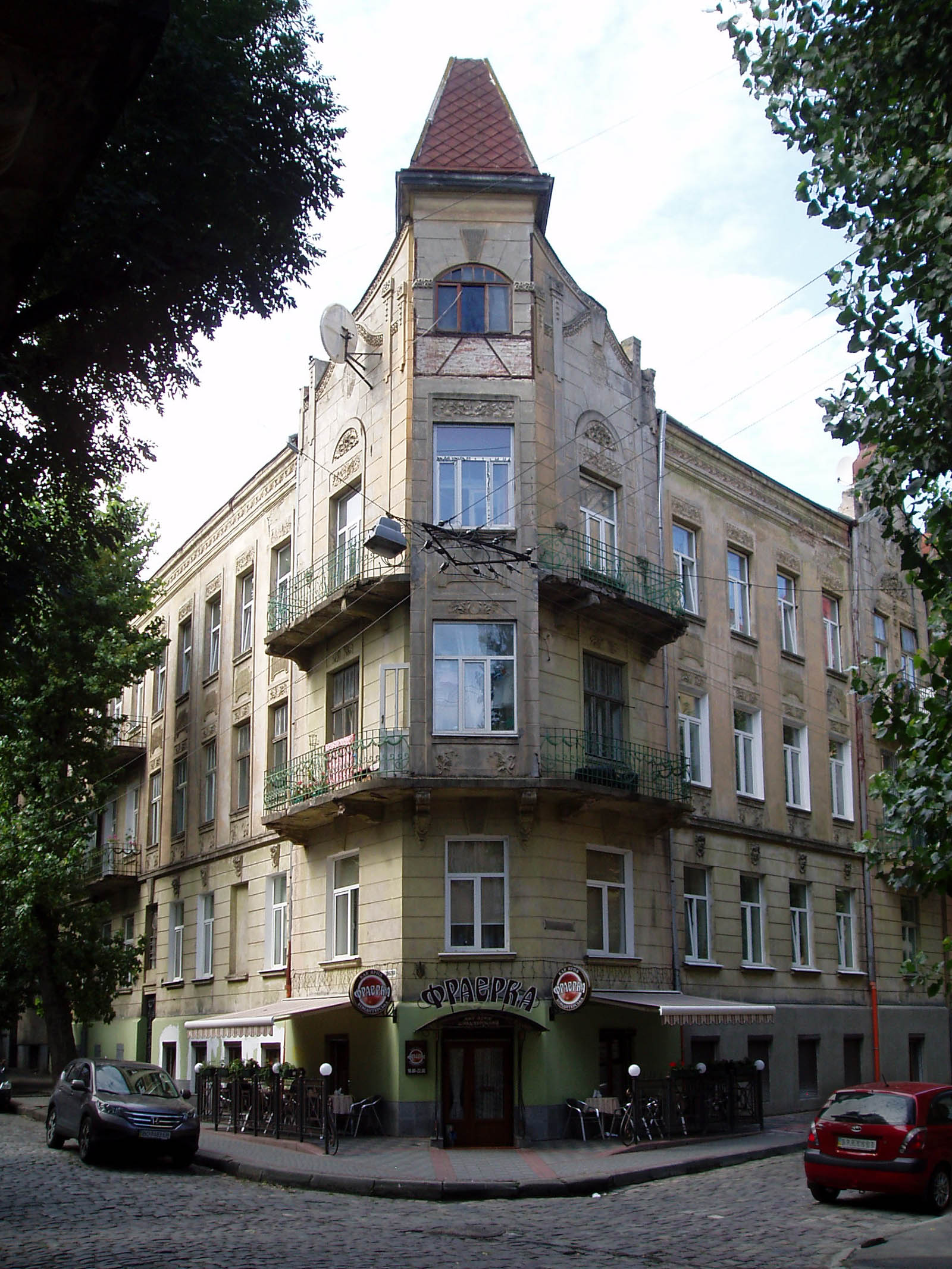
Прибутковий будинок Юзефа Сассовера (вул. Глибока, 16)
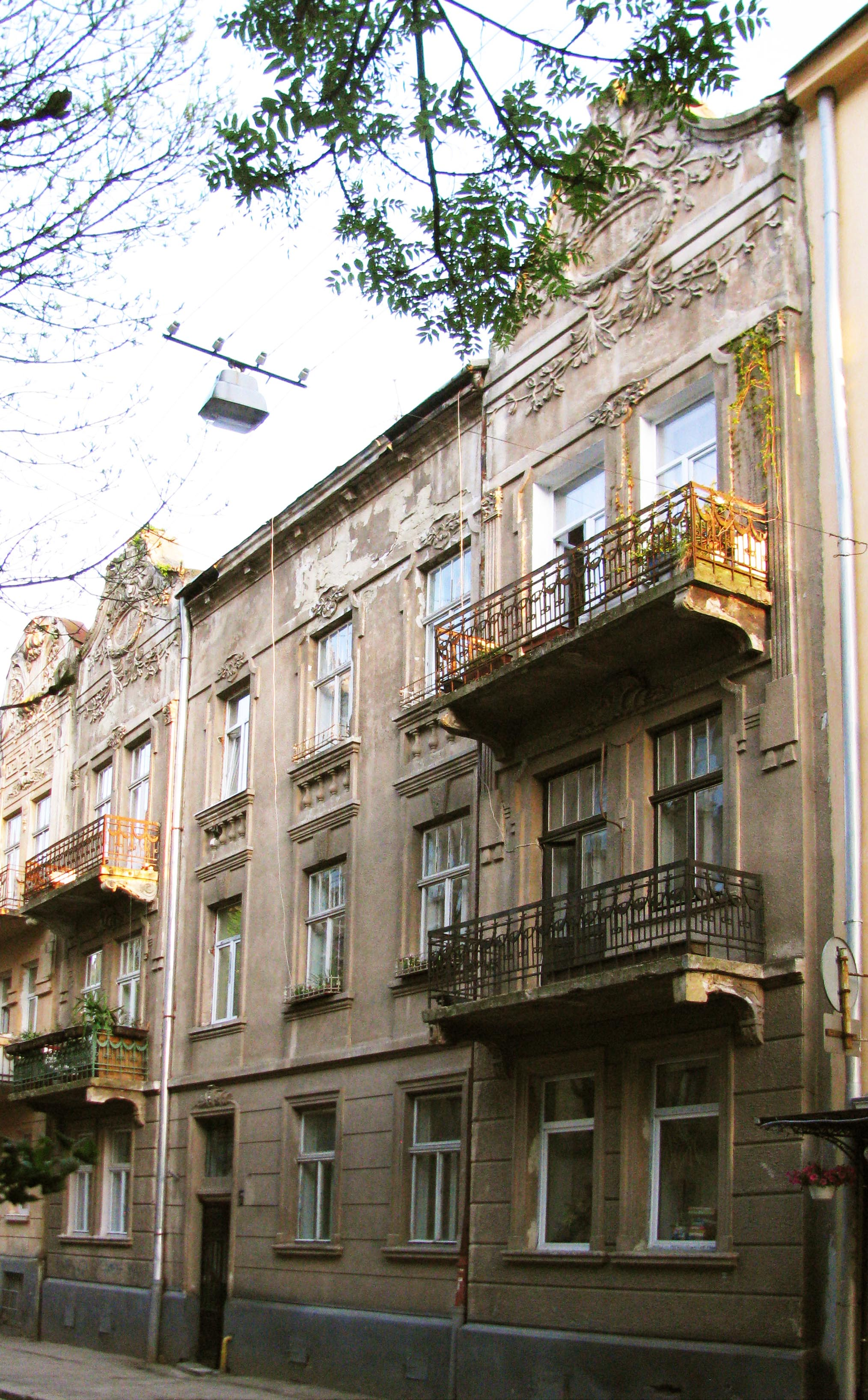
Прибутковий будинок Юзефа Сассовера (вул. Японська, 5)
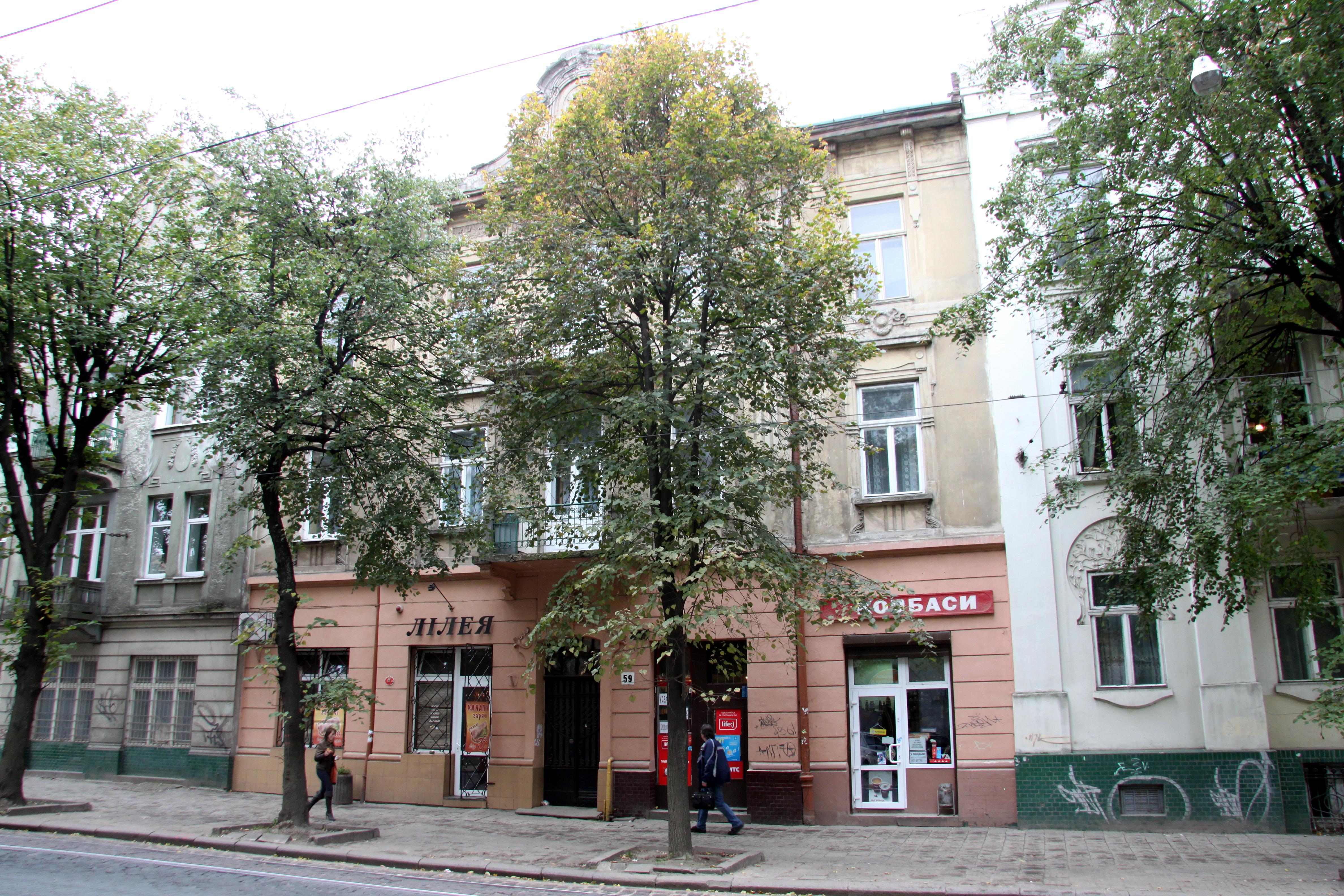
Житловий будинок (вул. Бандери, 59)
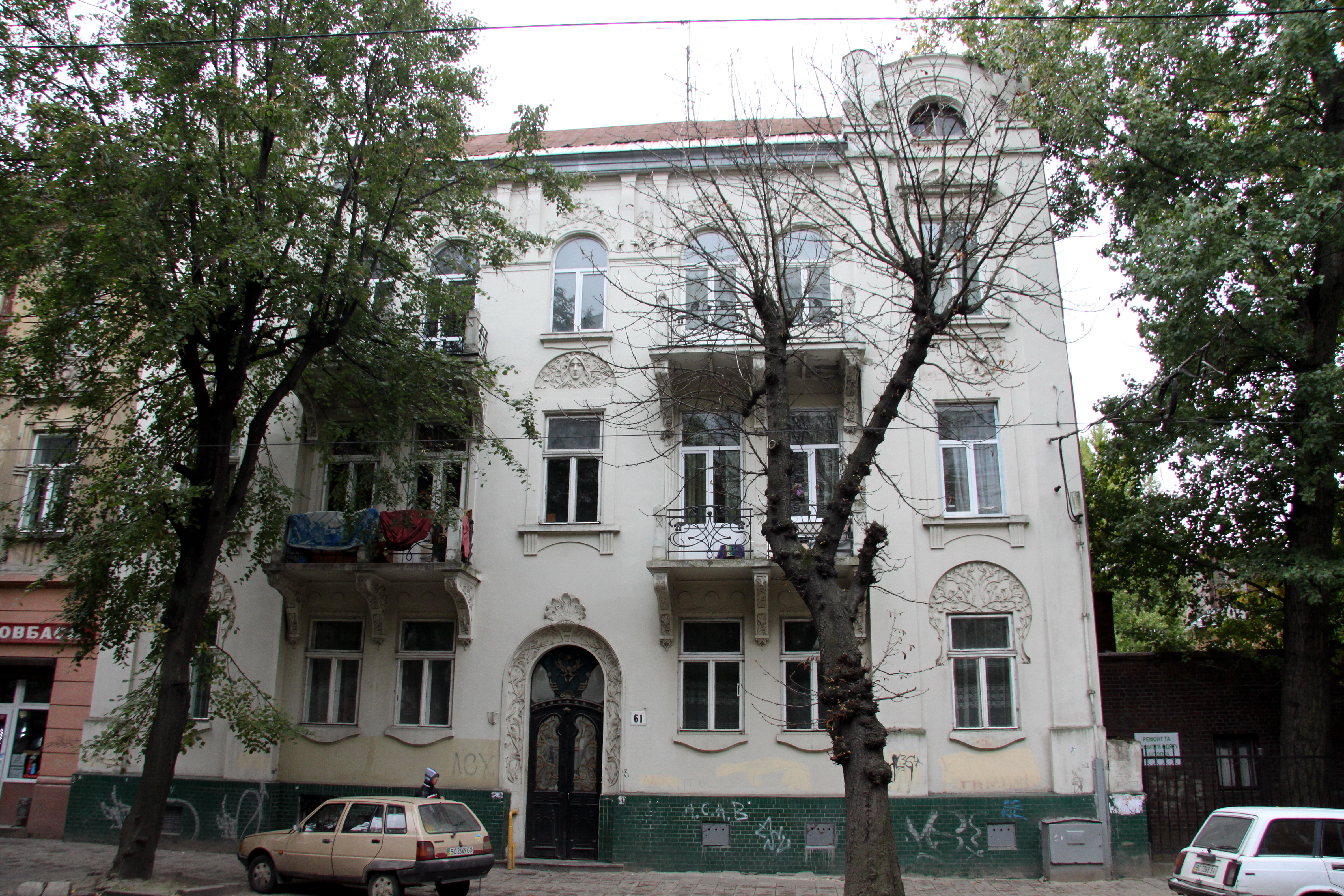
Житловий будинок (вул. Бандери, 61)